# Білоцерковка
Білоцерко́вка (рос. Белоцерковка) — село у складі Кулундинського району Алтайського краю, Росія. Входить до складу Константиновської сільської ради.

## Населення
Населення — 93 особи (2010; 114 у 2002).
Національний склад (станом на 2002 рік):
- росіяни — 70 %